# Partido Comunista do Peru - Pátria Vermelha
Partido Comunista do Peru - Pátria Vermelha (em espanhol : Partido Comunista del Perú - Patria Roja) é um partido político peruano fundado em 1970, por meio de uma cisão no Partido Comunista Peruano - Bandeira Vermelha. É liderado por Alberto Moreno e Rolando Breña.
Em 1980 participou nas eleições gerais nas listas da UNIR. No mesmo ano, tornou-se uma das organizações fundadoras da Esquerda Unida (IU). Após a queda de IU, o PCdelP-PR lançou o Novo Movimento de Esquerda (MNI) como sua frente eleitoral. Atualmente o PCdelP-PR é o maior grupo marxista do país. Participa da construção da Frente Ampla de Esquerda (FAI).
O secretário-geral do partido, Alberto Moreno, foi candidato da FAI nas eleições presidenciais de 2006.
O órgão oficial do Comité Central do partido é chamado Patria Roja.